# Hollywood Situation
Hollywood Situation es el segundo álbum de estudio del grupo estadounidense Hudson Brothers.  Fue publicado en septiembre de 1974 a través de Casablanca Records. 

## Recepción de la crítica
Un escritor no especificado de la revista Cash Box describió Hollywood Situation como “un éxito seguro en el mercado adolescente con oportunidades ilimitadas para una fuerza de ventas generalizada”.

## Lista de canciones
Todas las canciones escritas y compuestas por Hudson Brothers.
Lado uno
1. «Hollywood Situation» – 2:49
2. «So You Are a Star» – 3:45
3. «Ma Ma Ma Baby» – 2:30
4. «Strike Up the Boys in the Band» – 2:33
5. «Coochie Coochie Coo» – 2:53

Lado dos
1. «Sometimes the Rain Will Fall» – 2:45
2. «The Adventures of Chucky Margolis» – 6:45
3. «Three of Us» – 3:12
4. «Song for Stephanie» – 2:55
5. «Cry, Cry, Cry» – 3:02
6. «Razzle Dazzle» – 1:36

## Créditos y personal
Créditos adaptados desde las notas de álbum de Hollywood Situation.
Hudson Brothers
- Bill Hudson – voces, guitarra, sintetizador Moog
- Mark Hudson – voces, guitarra, sintetizador Moog, piano, arpa
- Brett Hudson – voces, bajo eléctrico, arreglos vocales

Músicos adicionales
- Craig “Bear” Krampf – batería, percusión
- Phil “Mahoney” Reed – guitarra
- Mike “Colonel” Parker – piano, órgano
- Barry Pullman – sintetizador Moog

Personal técnico
- Hudson Brothers – productor
- Ken Caillat – ingeniero de audio
- Peter Granet – ingeniero de audio
- Rod Dirk – ingeniero de audio
- Laurie Wallace – ingeniero de audio
- Dee Robb – ingeniero de audio

Diseño
- Sam Emerson – fotografía
- Anthony Loew – fotografía
- Earl Miller – fotografía
- David Larkham and Friends – diseño

## Posicionamiento
| Gráfica (1974)                            | Pico de posición |
| ----------------------------------------- | ---------------- |
| Estados Unidos (Billboard Top LPs & Tape) | 176              |